# Brandy Ledford
Brandy Lee Ledford, född 4 februari 1969, Denver, Colorado, USA, är en amerikansk skådespelare och fotomodell.

## Filmografi (urval)
- 1993 – Demolition Man
- 1995 – Killing for Love
- 1999 – Baywatch (TV-serie)
- 2000 – We All Fall Down
- 2001 – Strange Frequency
- 2001 – Zebra Lounge
- 2004 – Stargate SG-1 (TV-serie)
- 2004 – Andromeda (TV-serie)
- 2004 – Stargate Atlantis (TV-serie)